# トヨタ・クラウンクルーガー
クラウン クルーガー（英語: CROWN KLUGER、中国語: 皇冠 陆放）は、中国の自動車メーカーである、中国第一汽車とトヨタ自動車との合弁会社である、天津一汽トヨタ自動車が生産・販売しているSUVである。

## 概要
基本構造を主に北米や欧州で、そして中国でも広汽トヨタから発売されているトヨタ・ハイランダーと車台などを共有する姉妹車の関係となる。プラットフォームには、TNGAのGA-Kプラットフォームを採用。グレードは、5人乗りのエントリーモデルと7人乗りのハイグレードモデルが選択できる。
ハイランダーとの外観上の違いは、トヨタ車全般に用いられている三重楕円では無く、王冠を模したクラウン独自のフロントエンブレムのほか、北米仕様のスポーティ仕様であるXSEと同様の専用フロントグリルや、独自の3連LEDヘッドランプを装備する
車内は、フロントウィンドシールドをはじめとして、遮音ガラスを採用し、静粛性を向上している。パワートレインは、全モデルで直列4気筒2.5リッターガソリンエンジンのハイブリッドシステムを搭載し、システム全体で183 kWの出力を発生する。駆動方式は2WD（FF）と4WD（E-FOUR）を用意する。安全機能は、新世代型の「Toyota Safety Sense」が搭載されるほか、パークアシストシステム、パノラミックモニタリングシステムなどの先進装備も搭載される。価格は27万5800元 - 35万800元（約459万円 - 597万円）。

### 年表
- 2021年4月19日、上海モーターショーにて世界初公開。
- 2021年8月27日発売。
- 2022年8月、2リッターターボ仕様を発売[5]。